# Сечовід
Сечово́ди (лат. ureteres, однина ureter) — парні циліндричні трубки з внутрішнім діаметром 4-9 мм, завдовжки 30-35 см. Сечоводи з'єднують нирки із сечовим міхуром, виконуючи функцію відведення сечі.
Сечовід, починаючись від ниркової миски, продовжується по задній стінці черевної порожнини донизу (черевна частина), потім спускається в порожнину малого таза (тазова частина), де, досягши дна сечового міхура, проходить через його стінку навскіс і відкривається щілиноподібним отвором у порожнину сечового міхура. Сечовід має три фізіологічних звуження: біля виходу з ниркової миски, на рівні переходу до порожнини малого таза, біля входу в сечовий міхур.